# A.L.F.A 40/60 HP
O A.L.F.A 40/60 HP era um carro de estrada e de corrida feito pelo fabricante de carros italiano A.L.F.A (mais tarde Alfa Romeo). Este modelo foi feito entre 1913 e 1922 e foi desenhado por Giuseppe Merosi, tal como todos os outros A.L.F.A daquele tempo. O A.L.F.A 40/60 HP tem um motor de 4 cilindros em linha com 6082 cc, com quatro válvulas aéreas que produzia 70 cv e a sua velocidade máxima era 125 km/h. O modelo de corrida 40/60 HP Corsa tinha 73 cv e uma velocidade máxima de 137 km/h, e ganhou a sua categoria na corrida Parma-Berceto.

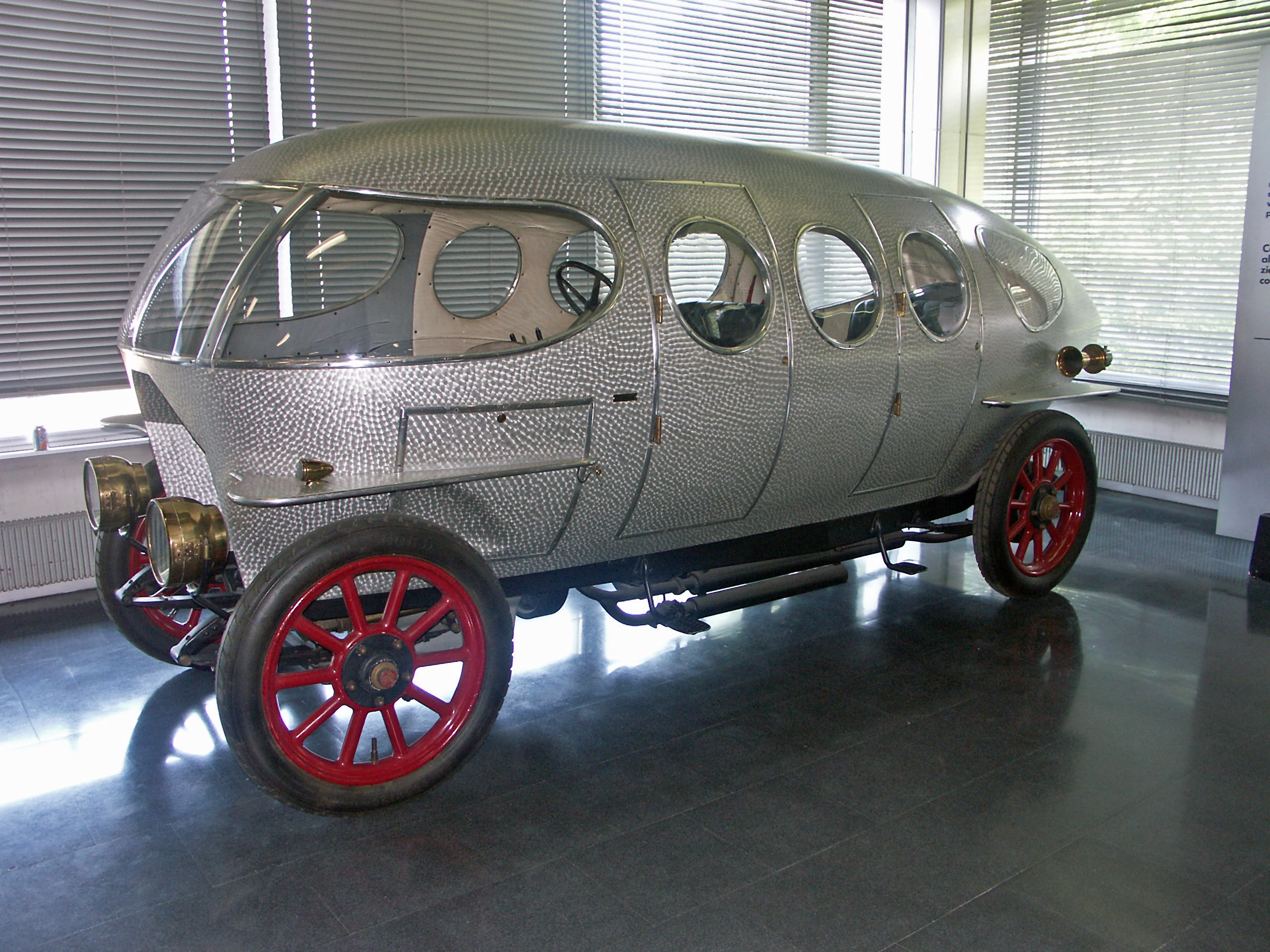
A.L.F.A 40-60 HP Aerodinâmica Protótipo

Em 1914, Marco Ricotti da Carrozzeria Castagna desenhou o modelo A.L.F.A 40/60 HP Aerodinâmica protótipo que poderia chegar aos 139 km/h de velocidade máxima.
A produção e o desenvolvimento do A.L.F.A 40/60 HP foram interrompidos pela 1ª Guerra Mundial, mas foram retomados brevemente depois. O A.L.F.A 40/60 HP Corsa tinha agora 82 cv e uma velocidade máxima de cerca 150 km/h. Giuseppe Campari as corridas de 1920 e 1921 em Mugello com este carro.